# Serbów
Serbów (niem. Zerbow) – wieś sołecka w Polsce położona w województwie lubuskim, w powiecie słubickim, w gminie Rzepin.
W latach 1975–1998 miejscowość administracyjnie należała do województwa gorzowskiego.
W miejscowości działało państwowe gospodarstwo rolne – Zakład Rolny w Serbowie wchodzący w skład Lubuskiego Kombinatu Rolnego w Rzepinie.
Miejscowość położona jest przy drodze wojewódzkiej nr 137 Słubice – Trzciel.

## Demografia
Źródło:

## Zabytki
- kościół gotycki mający początki w XIV wieku[6]